# Rainau
Rainau ist eine Gemeinde in Baden-Württemberg und gehört zum Ostalbkreis.

## Geographie

### Geographische Lage
Rainau liegt im östlichen Baden-Württemberg zwischen Aalen und Ellwangen. Es liegt zudem im oberen Jagsttal in 440 bis 502 Meter Höhe. Es hat Anteil an den Naturräumen Östliches Albvorland und Schwäbisch-Fränkische Waldberge.

### Geologie
Die beiden Naturräume zählen zum Schwäbischen Keuper-Lias-Land.

### Nachbargemeinden
Die Gemeinde grenzt im Norden und Osten an die Stadt Ellwangen (Jagst), im Süden an Westhausen und die Kreisstadt Aalen und im Westen an Hüttlingen und Neuler.

### Gemeindegliederung
Zur Gemeinde Rainau mit den ehemals selbstständigen Gemeinden Dalkingen und Schwabsberg gehören fünf Dörfer, Weiler und Häuser.
- Zur ehemaligen Gemeinde Dalkingen gehören das Dorf Dalkingen und der Weiler Weiler.
- Zur ehemaligen Gemeinde Schwabsberg gehören die Dörfer Schwabsberg und Buch sowie der Weiler Saverwang.

Ehemals gehörten auch die Weiler Schwenningen (nun zu Neuler) und das Haus Jägerhaus sowie die abgegangenen Ortschaften Kepshaldun und Stokken bei Buch zu Schwabsberg.

### Flächenaufteilung
Nach Daten des Statistischen Landesamtes, Stand 2014.

## Geschichte

### Gemeindefusion
Im Zuge der Verwaltungsreform in Baden-Württemberg wurde die Gemeinde Rainau am 1. Januar 1975 aus den bis dahin selbstständigen Gemeinden Schwabsberg und Dalkingen gebildet.

### Vorgängergemeinden
Während Dalkingen 1136 erstmals urkundlich erwähnt wurde, folgte Schwabsberg 1147. Die Orte gehörten seit dem 15. Jahrhundert zur Fürstpropstei Ellwangen, mit der sie im Rahmen der Säkularisation aufgrund des Reichsdeputationshauptschlusses 1803 an das Kurfürstentum Württemberg fielen, aus dem 1806 das Königreich Württemberg hervorging. Teile von Dalkingen gehörten jedoch bereits seit dem 14. Jahrhundert zur Reichsstadt Dinkelsbühl und kamen Anfang des 19. Jahrhunderts zunächst zum Königreich Bayern. Diese Teile fielen dann auf Grund des Grenzvertrags von 1810 ebenfalls an Württemberg. Beide Ursprungsgemeinden von Rainau gehörten seither zum württembergischen Oberamt Ellwangen. Bei der Kreisreform während der NS-Zeit in Württemberg gelangten die Gemeinden 1938 zum Landkreis Aalen. Nach dem Zweiten Weltkrieg fiel das Gebiet in die Amerikanische Besatzungszone und gehörte somit zum neu gegründeten Land Württemberg-Baden, das 1952 im jetzigen Bundesland Baden-Württemberg aufging. Durch die Kreisreform von 1973 kamen die Gemeinden zum neuen Ostalbkreis.
Auf der römischen Seite, welche vom Limes abgegrenzt wird, liegt der Ort Buch. Dort befindet sich das Römerbad in der Nähe des Bucher Stausees. Bekannt ist es vor allem durch seinen Tourismus und seine Schönheit als Erholungsgebiet.

### Ausgliederungen
Am 1. Januar 1977 wurde das Gebiet des Weilers Schwenningen mit damals knapp 200 Einwohnern an die Nachbargemeinde Neuler abgetreten.

## Religionen

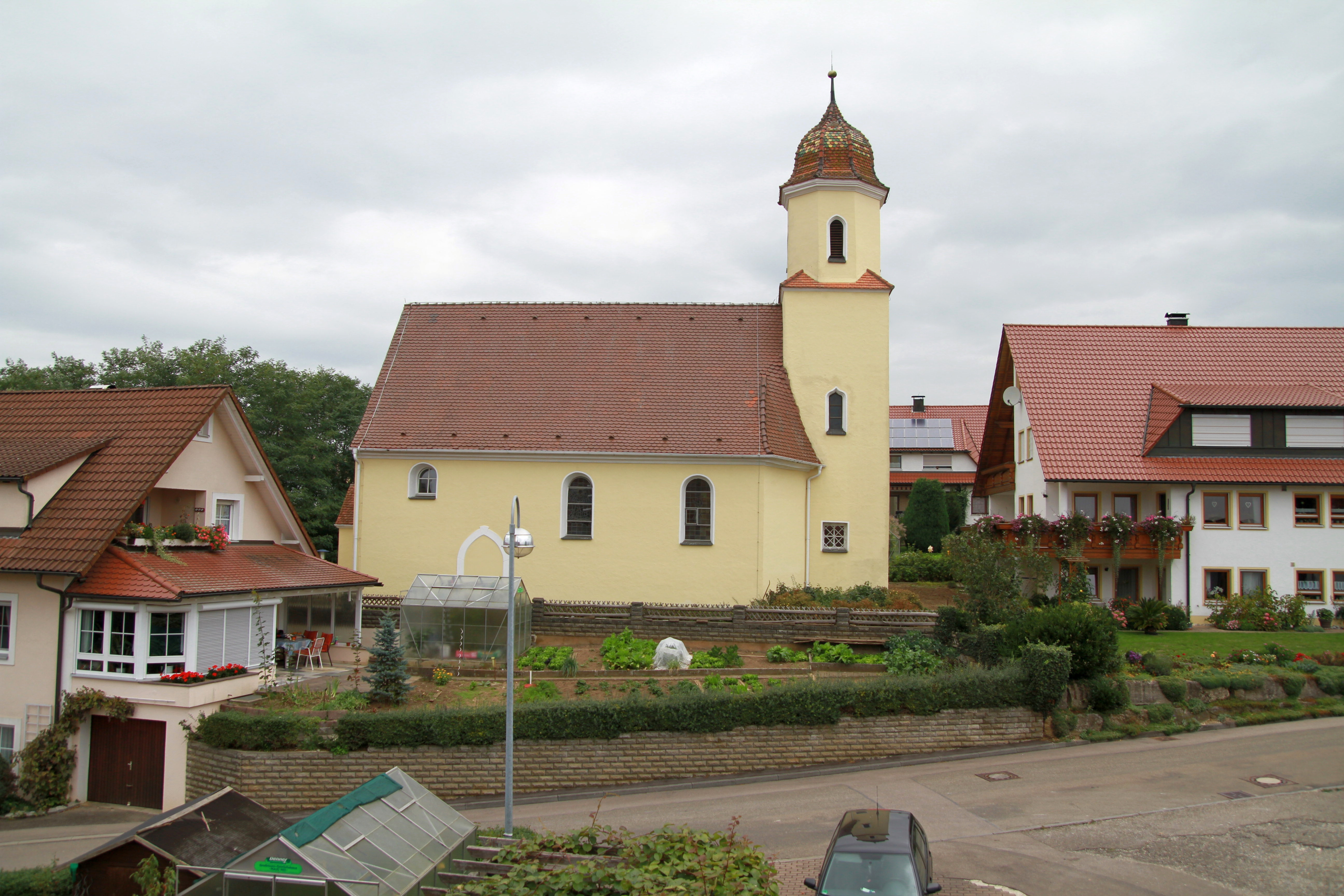
Kirche in Rainau-Buch

Aufgrund der Zugehörigkeit zur Fürstpropstei Ellwangen ging die Reformation an Rainau vorbei, so dass die Gemeinde auch heute noch römisch-katholisch geprägt ist. Die wenigen evangelischen Gläubigen gehören zur Kirchengemeinde Ellwangen.

## Politik

### Verwaltungsgemeinschaft
Die Gemeinde ist Mitglied der Vereinbarten Verwaltungsgemeinschaft der Stadt Ellwangen (Jagst).

### Bürgermeister
Beim zweiten Wahlgang zur Bürgermeisterwahl in Rainau im Februar 2013 wurde der Bankbetriebswirt Christoph Konle mit 56,5 Prozent der Stimmen zum neuen Bürgermeister gewählt. Er trat sein Amt am 2. April 2013 an.

### Partnerschaften
Partnergemeinde ist die Gemeinde Großolbersdorf in Sachsen.

### Wappen und Flagge
| | Blasonierung: „In Rot vorne ein aufgerichteter goldener (gelber) Löwe, hinten eine pfahlweis gestellte silberne (weiße) Hirschstange mit nach links gekehrten Enden.“ |
| Wappenbegründung: Die am 1. Januar 1975 durch Vereinigung von Dalkingen und Schwabsberg gebildete Gemeinde Rainau übernahm das Schildbild der Herren von Schwabsberg, die am 14. und 15. Jh. auch Dalkingen als ellwangisches Lehen innehatten. Im Gegensatz zum Adelswappen führt die Gemeinde den Löwen und die Hirschstange auf rotem, statt auf blauem Schildgrund. Somit enthält das jetzige Gemeindewappen zwei Figuren aus dem ehemaligen Schwabsberger und zwei Farben aus dem ehemaligen Dalkinger Wappen. Die Verleihung des Wappens und der Flagge erfolgte am 9. September 1975 durch das Innenministerium. | |

Flagge: Weiß-Rot (Silber-Rot)

## Sehenswürdigkeiten

### Limesmuseum

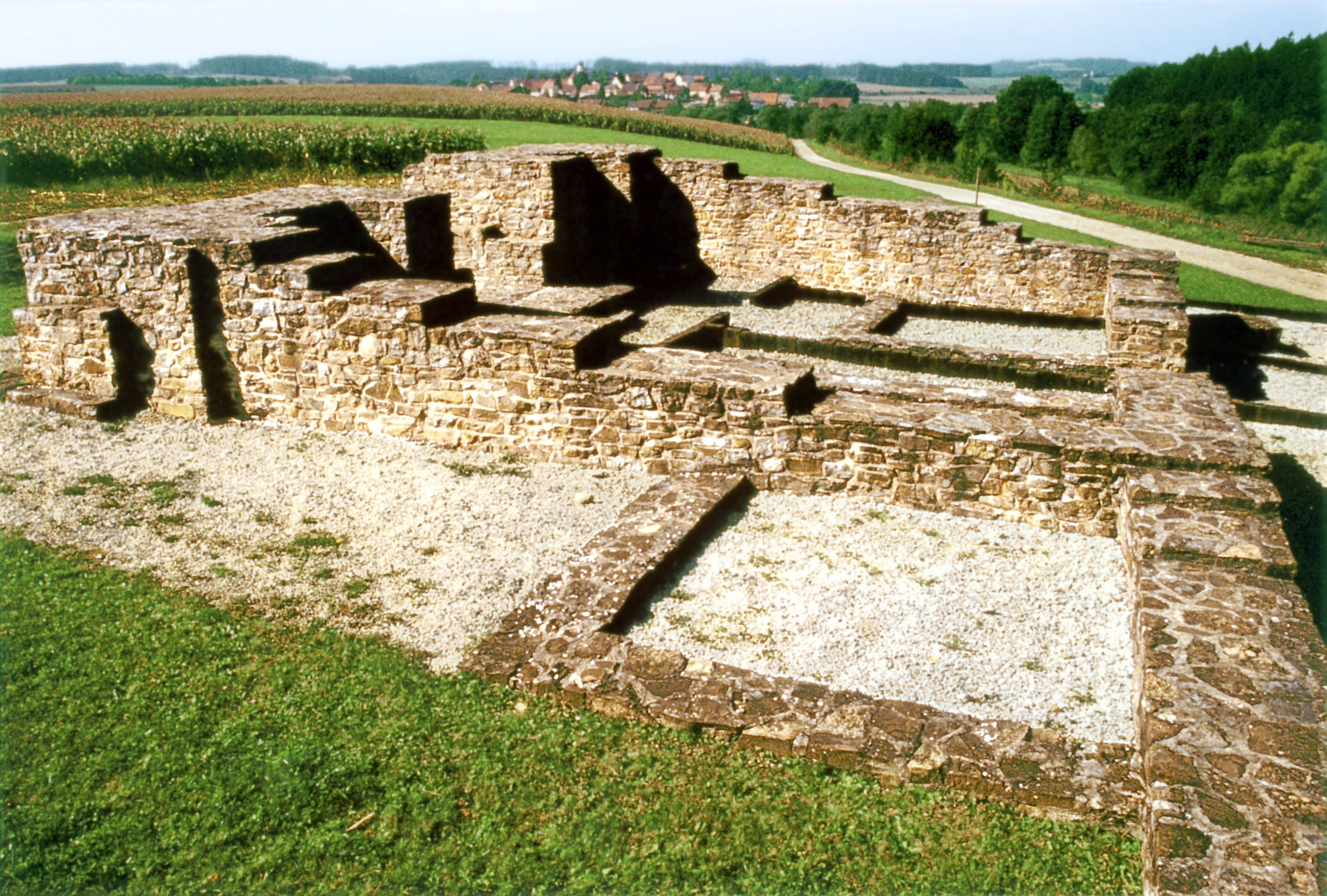
Limestor bei Dalkingen, das in fünf Ausbauphasen errichtet wurde
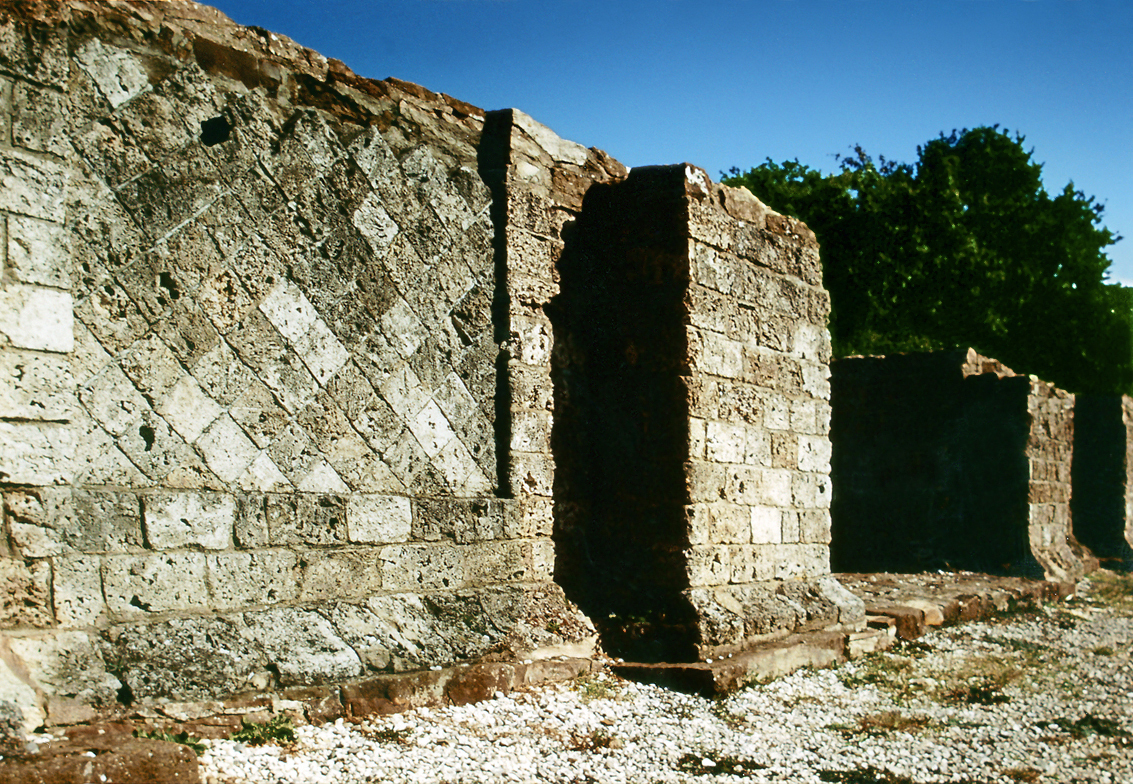
Limestor bei Dalkingen
Limestor Dalkingen in seiner im Jahr 2010 errichteten Einhausung

- Der Rätische Limes, seit 2005 UNESCO-Weltkulturerbe, durchquert das Gemeindegebiet auf einer Länge von sechs Kilometern. Im Wald ist der Verlauf des Limes noch als Schuttwall zu erkennen.
- Im Limes-Freilichtmuseum sind zu sehen:
  - Das 2006 vom Regierungspräsidium Stuttgart zum Kulturdenkmal erklärte Dalkinger Limestor. Es wurde 1885 von General Eduard von Kallee aufgrund militärstrategischer Überlegungen gefunden, erstmals freigelegt und zunächst als Feldwache gedeutet. Bei weitergehenden Ausgrabungen 1973/1974 wurde es als ein Gebäude mit ca. 12 × 13 m Grundfläche und triumphbogenartigem Tordurchlass identifiziert. Es sind die einzigen bisher entdeckten Reste einer Toranlage am obergermanisch-raetischen Limes.[8]
  - Restauriert und konserviert wurden das Südtor sowie ein angrenzender Zwischenturm des Limeskastells Buch sowie
  - das Kastellbad und zwei danebenliegende Gebäude des Lagerdorfes (vicus).

### Bucher Stausee
Unmittelbar daneben liegt der Bucher Stausee, ein Hochwasserrückhaltebecken und Erholungsgebiet.

### Gedenkstätten
Seit 1993 erinnert ein Gedenkstein am Ortsausgang des Ortsteils Dalkingen in Richtung Westhausen an den Hessentaler Todesmarsch von KZ-Häftlingen des Außenlagers Hessental, die am Ort vorbei getrieben wurden, wobei 20 starben und sieben weitere von SS-Männern ermordet wurden. Anschließend wurden sie in einer Sandgrube verscharrt. Im Jahr 1956 wurden die Toten auf den KZ-Friedhof Kochendorf umgebettet.

## Sport
Im Ortsteil Schwabsberg ist der KC Schwabsberg beheimatet, dessen erste Mannschaft in der Kegel-Bundesliga (Classic) vertreten ist.
Im Ortsteil Buch findet man den dortigen Schützenverein, der mit dem Luftgewehr in der 1. Bundesliga/Süd an den Start geht.

## Wirtschaft und Infrastruktur

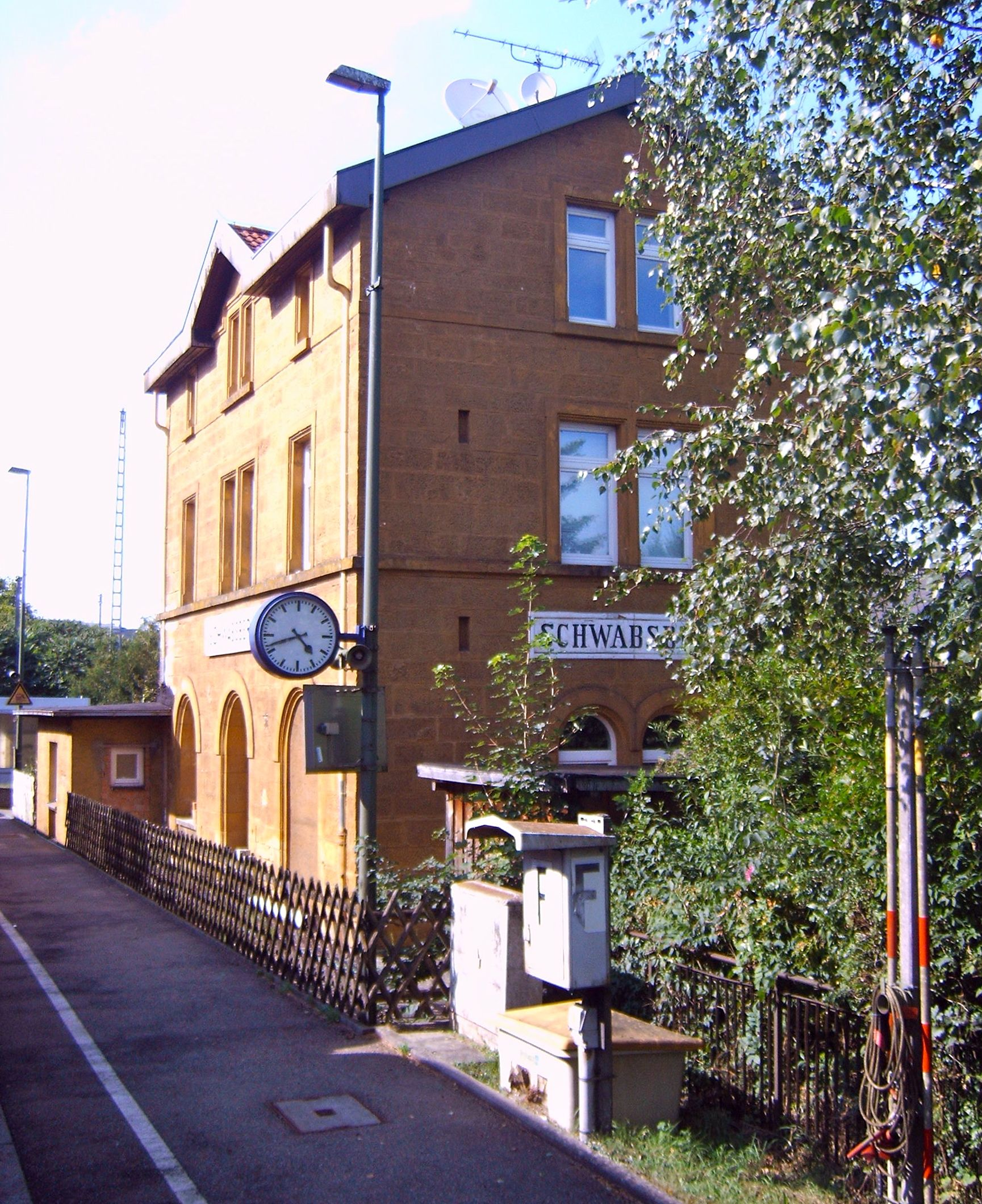
Haltepunkt Schwabsberg

### Bildung
Neben der Grundschule in Schwabsberg besteht auch in Dalkingen eine Grundschule. Daneben gibt es drei Kindergärten im Ort.

### Verkehr

#### Bus- und Bahnverkehr
Rainau liegt an der Bahnstrecke Goldshöfe–Crailsheim. Am Haltepunkt Schwabsberg halten stündlich Züge der Regionalbahn-Linie RB 13 Stuttgart–Aalen–Ellwangen, die zweistündlich weiter nach Crailsheim verkehren.
Bahn- und Buslinien des öffentlichen Personennahverkehrs können zu Tarifen der Verkehrskooperationen OstalbMobil wie auch zu den eigenen Tarifen des jeweiligen Verkehrsunternehmens benutzt werden.

#### Fernstraßen
Durch Rainau verlaufen auch die Bundesstraße 290 (Tauberbischofsheim–Westhausen) sowie die Bundesautobahn 7, deren Anschlussstelle Aalen/Westhausen wenige Kilometer südlich von Rainau liegt.

#### Radverkehr
Durch Alltagsrouten aus dem Radnetz Baden-Württemberg sind Buch, Schwabsberg und Saverwang 
- über Hüttlingen mit Aalen,
- mit Ellwangen und
- über Westhausen, Lauchheim und Bopfingen Richtung Nördlingen verbunden.

Der Abzweig, an dem die drei Strecken zusammentreffen, befindet sich am Bucher Stausee.
Im Gemeindegebiet verläuft als Landes-Radfernweg der Württemberger Tälerradweg. Er führt von Crailsheim über Aalen, Heidenheim und Giengen nach Ulm und weiter über Göppingen nach Schwäbisch Gmünd. Außerdem verläuft der Kocher-Jagst-Radweg durch die Gemeinde; er ist ein Rundkurs entlang der beiden Flüsse Kocher und Jagst zwischen Bad Friedrichshall und einer Querverbindung zwischen den Tälern bei Aalen (Stadtteil Unterkochen) und Lauchheim.
Durch die Ortsteile Buch und Dalkingen führt der Deutsche Limes-Radweg. Er folgt dem Obergermanisch-Raetischen Limes über 818 km von Bad Hönningen am Rhein nach Regensburg an der Donau.

#### Fernwanderwege
Bei Rainau überquert der Limes-Wanderweg des Schwäbischen Albvereins, ein Teilabschnitt des Deutschen Limes-Wanderwegs, die Jagst.

## Persönlichkeiten

### In Rainau geboren
- Xaver Rathgeb (1822–1907), Schultheiß und Landtagsabgeordneter, geboren in Weiler
- Josef Hauber (* 1944), Kirchenmusiker und Komponist, geboren im Ortsteil Buch

### Mit Rainau verbunden
- Carlos Stetter (* 1941), römisch-katholischer Bischof in Bolivien, wuchs im Ortsteil Buch auf
- Albert Maier (* 1948), Antiquitätenhändler, betreibt im Ortsteil Schwabsberg ein Ladengeschäft
- Irme Stetter-Karp (* 1956), Kirchenfunktionärin, wuchs im Ortsteil Buch auf